# Brian Hansen (Eisschnellläufer)
Brian Hansen (* 3. September 1990 in Evanston, Illinois) ist ein amerikanischer Eisschnellläufer. Er begann im Alter von zehn Jahren mit dem Eisschnelllauf.
Bei seiner ersten WM-Teilnahme, der WM 2009 in Vancouver, gewinnt Hansen zusammen mit Trevor Marsicano und Ryan Bedford die Bronzemedaille in der Teamverfolgung. Hansen nahm bereits als 19-Jähriger an den Olympischen Spielen 2010 in Vancouver teil. In der Teamverfolgung gewann er zusammen mit Chad Hedrick und Jonathan Kuck die Silbermedaille. Bei der WM 2012 in Heerenveen gewinnt Hansen erneut eine Medaille in der Teamverfolgung. Zusammen mit Shani Davis und Jonathan Kuck wird er Zweiter hinter den siegreichen Niederländern.
Hansen studiert Wirtschaft an der Marquette University in Milwaukee.